# Les 21 Jours d'un neurasthénique
Les 21 Jours d’un neurasthénique est un roman de l’écrivain français Octave Mirbeau, publié chez Fasquelle en 1901.

## Un patchwork
Poursuivant sa déconstruction du genre romanesque, Mirbeau y juxtapose une cinquantaine de contes cruels parus dans la presse depuis quinze ans. Loin d’essayer de camoufler les coutures, il lie artificiellement les récits au moyen d’un terne narrateur, Georges Vasseur, qui fait une cure de trois semaines dans une ville d’eaux des Pyrénées — non nommée, mais qui n'est autre que Luchon. Il a deux fonctions : d’une part, il distribue la parole au hasard des rencontres ; et, d’autre part, il projette sur le monde sa propre neurasthénie, qui le transfigure d’une manière expressionniste avant la lettre. Ce refus d’une composition suspecte de finalisme est une façon de faire comprendre et sentir la contingence universelle.

## Une société en proie à la folie

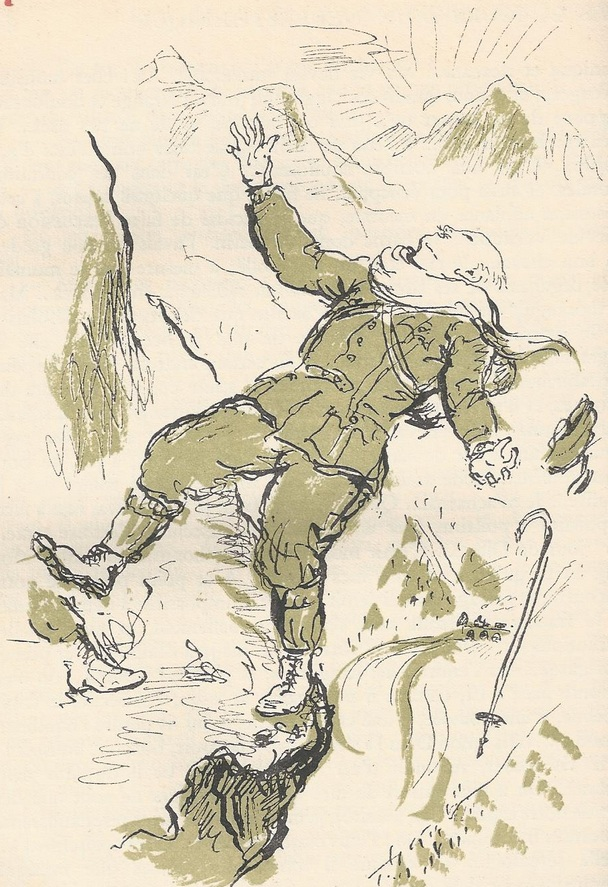
Le crime de M. Tarte, par Jean Launois, 1935

Avec une férocité jubilatoire, Mirbeau fait défiler sous les yeux du lecteur toute une série d’imbéciles, de maniaques et de forbans. Les uns sont fictifs et affublés de noms inconnus à l'état-civil, tels le stupide docteur Triceps, qui incarne les dangers de cette caricature de la science qu'est le scientisme, ou le politicien véreux au nom wagnérien, Parsifal, ou encore M. Tarte, qui se débarrasse avec délectation d'un curiste qui le gêne et qu'il précipite dans un ravin sans autre forme de procès. Mais les moindres de ces crapules distinguées ne sont pas les membres bien réels du Gotha de la Troisième République : ils appartiennent au monde du barreau (maître Henry du Buit), de la politique (Georges Leygues et Émile Ollivier), ou de l’armée (par exemple, le général Archinard, pour qui le seul moyen « de civiliser les gens, c’est de les tuer »). Tous sont désignés par leur nom pour l’édification des lecteurs, invités, par une série d'interviews imaginaires, à arracher le masque de respectabilité des puissants de ce monde. Le personnage de Louis-Pilate Tarabustin s'inspire de Louis-Pilate de Brinn’Gaubast.
Car l’absurdité des situations évoquées dans ces récits, où le grotesque le dispute à l’horrible, est le produit d’une société aberrante, voire moribonde, où tout va à rebours de la justice et du bon sens, comme l'illustre, entre beaucoup d'autres, la mésaventure d'un pauvre vagabond, Jean Guenille, jeté en prison alors qu'il vient de rapporter au commissariat de police un portefeuille ramassé sur le trottoir et bourré de gros billets. Cette société absurde et inique, le justicier Mirbeau la voue à l’exécration en démasquant ses ridicules et ses tares : la misère, la prostitution, le meurtre, le bureaucratisme homicide, la corruption, le conformisme mortifère...
Loin d'être gratuit, le rire, teinté parfois de terreur, que suscitent les situations aberrantes ou grotesques qu'il imagine, contribue à ouvrir les yeux de ses lecteurs et les incite à réagir, au lieu d'être complices, par leur silence et leur passivité, d'une société criminelle autant que criminogène.